# 공수사령부
공수사령부(Airborne Command), 공수센터(Airborne Center)는 제2차 세계 대전 당시 미국 육군의 모든 공수부대를 관할(ADCON)하기 위한 단일 기능 사령부였다.

## 역사
소대장 윌리엄 T. 라이더를 포함한 200여명의 자원자들로 편성된 낙하산실험소대(Parachute Test Platoon)가 창설되었다. 소대는 이후 임시낙하산집단으로 재편성되었고, 리지리 게이터 대령의 항공보병훈련사령부(Air Infantry Training Command)의 설립 제안에 따라 임시낙하산단(Provisional Parachute Group)을 기반으로 1942년 3월 23일 미국 육군 지상군 휘하에 공수사령부가 창설되었다.
본격적으로 공수부대의 훈련과 작전투입을 준비하기 위해 4월 30일 육군 항공대 제1병력수송사령부가 창설되고 노스캐롤리안주 로린버그-맥스턴, 미주리주 세달리아, 네브래스카주 얼라이언스에 낙하산과 글라이더 강하 훈련이 가능한 항공대 기지가 설립되었다. 다음날 공수사령부는 1942년 5월 1일 조지아주 포트 베닝에서 노스캐롤라이나주 포트 브래그로 옮겨갔고, 같은 날에 새로이 창설된 제504낙하산보병연대가 활동을 시작하였다.
5월 15일. 낙하산학교가 공수사령부 휘하의 기관으로 설립되었다.
공수사령관 윌리엄 C. 리 장군은 명령을 내려 영국 공수부대를 관찰하고 연구할 간부를 파견하였고, 복귀한 간부는 육군에 공수사단의 창설을 권장하였다. 이에 따라 육군 지상군은 제3군에 1942년 7월 30일 제82공수사단, 8월 15일 제101공수사단을 루이지애나주 캠프 칼리본(Camp Caliborne)에서 창설하고 제2군이 부대 관리를 맡고 공수사령부가 훈련하도록 명령을 내렸다. 각각 사단장으로 오마 N. 브레들리 소장, 윌리엄 C. 리 소장이 임명되었다.
10월, 제82, 101공수사단이 포트 브래그로 옮겨갔을 때 제504, 502낙하산보병연대가 공수사령부를 벗어나 각각의 사단에 예속되고, 낙하산학교에서 배출된 보병이 아닌 병과 부대가 합세하였다. 태평양 전구로 제503낙하산보병연대가 배치되었다.
제2보병사단의 사막훈련소에서의 훈련 결과를 바탕으로 11월 15일에 공수사령부는 야전교본 《FM 31-40 "Supply of Ground Units by Air→공중에서 지상부대로의 보급"》 초본을 만들어 육군 지상군에 제출하였다.
사령부는 11월 27일 제11공수사단, 12월 31일 제17공수사단를 창설할 것을 명령받았다.
제11공수사단은 다음해 2월 25일이 돼서야 노스캐롤라이나주 호프먼에서 조지프 메이 스윙 소장의 지휘 아래에 활동을 개시하고, 공수사령부는 그들이 주둔하는 군영을 횃불 작전에 참전했던 John Thomas "Tommy" Mackall 존 토머스 맥칼[*] 일병의 이름을 따서 캠프 맥칼(Camp Mackall)로서 4월 4일에 공식적으로 개설하였다. 이 군영에서 3개월 뒤인 7월에는 조지 P. 하웰(George P. Howell) 준장이 이끄는 제2공수여단이 창설되었고, 12월에 훈련을 마친 여단은 해외로 파견되었다.
제17공수사단은 제513낙하산보병연대, 제193, 제194글라이더보병연대를 예속받고 소장으로 진급한 윌리엄 M. 밀리 장군을 사단장으로 임명하여 4월 15일에 창설되었다. 7월 10일, 제82공수사단이 허스키 작전에 투입되었다.
공수사령부는 8~9월동안 1943년 확장프로그램을 집행하여 8월 1일에제464, 466낙하산야전포병대대와 제597공수공병중대, 8월 12일 제541낙하산포병연대, 8월 13일 캠프 브래그에서 제13공수사단를, 9월 1일 제542낙하산포병연대가 조지아주 포트 베닝에서 창설하였다.
1944년 3월 1일, 전쟁부의 명령으로 "공수센터"로 재조직화 및 재편성되었다. 업무는 예전과 같지만 조직이 작아지고, "총무", "조직화, 교리훈련", "보급", "장비물자"의 4개 부서가 신설되었다.
전쟁이 진행됨에 따라 공수부대들 또한 해외로 파견되거나 실전에 투입되면서 공수센터 휘하에는 제13공수사단, 제541낙하산보병연대, 제464낙하산야전포병대대 만이 남았다. 제13공수사단은 계속 예비대로 지정되었고 1945년 4월이 돼서야 해외로 건너가 프랑스에 주둔할 수 있었지만, 끝까지 전투에는 참가하지 못했다.
1945년 8월 15일에 제2차 세계 대전이 끝나자, 평시태세로 전환되기 시작하면서 동원해제 명령에 따라 여러 공수부대가 해산하였고, 공수센터는 1947년 1월 29일에 해체되었다.

## 인식표
1943년 3월 22일에 승인된 공수사령부의 어깨소매인식표(SSI)에는 공수부대원들이 전장이 진입할 때 쓰는 글라이더와 낙하산가 묘사되어 있다. 원래는 공수탭은 없었지만, 공수센터로 개편된 뒤에 추가되었다. 제2차 세계 대전과 6.25 전쟁을 지나 미국 육군에 상비 특수작전부대가 막 생긴지 얼마되지 않은 1950년대 동안 제10특전단과 제77특전단에서 이 공수사령부의 것을 1959년 1월 21일까지 잠깐동안 썼었다.

## 지휘관
| # | 성명                                | 취임일           | 이임일     | 비고                        |
| - | ----------------------------------- | ---------------- | ---------- | --------------------------- |
| 1 | William C. Lee 윌리엄 C. 리[*]      | 1942년 3월 23일  | 8월 15일   | 첫 제101공수사단장          |
| 2 | Elbridge Chapman 엘브리지 체프먼[*] | 1942년 8월 16일  | 194?년     | 제13공수사단장              |
| 3 | 조지 P. 하웰                        | 194?년           | 1943년 7월 |                             |
| 4 | Ridgely Gaither 리지리 게이터[*]    | 1943년 7월       | 11월 16일  | 제82, 두번째 제11공수사단장 |
| 5 | Leo Donovan 레오 도노반[*]          | 1943년 11월 16일 | ?          |                             |

## 조직

### 부서
- 총무부서 (Adjutant General Section); 1944년 3월 1일
- 조직화, 교리훈련부서 (Organization, Doctrine and Training Section); 1944년 3월 1일
- 보급부서 (Supply Section); 1944년 3월 1일
- 장비물자부서 (Equipment and Material Section); 1944년 3월 1일

### 부대
- 본부 및 본부중대
- 공수훈련분견대 (Airborne Training Detachment)
- 3개 전쟁증권 공수시범대(장교 4명, 병사 28명); 1945년 4월
- 낙하산학교; 1942년 5월 15일 ~ 1947년 1월 29일
- 연합공수병력수송본부 (Combined Airborne-Troop Carrier Headquarter) - 노스캐롤라이나주, 캠프 맥칼; 1943년 11월 12일

## 계보
- 1942년 3월 23일, Airborne Command→공수사령부
- 1944년 3월 1일, Airborne Center→공수센터

## 참고
1. ↑  《History of Airborne Command》, 43쪽
2. ↑  “Supply of Ground Units by Air” (PDF) (영어) (26). 2023년 6월 9일에 확인함.
3. 1 2  “Airborne Command” (영어). The Institute of Heraldry. 2017년 12월 22일에 원본 문서에서 보존된 문서. 2017년 11월 8일에 확인함.

- “History of Airborne Command” (PDF) (영어). 2017년 2월 16일에 원본 문서 (PDF)에서 보존된 문서. 2017년 11월 18일에 확인함.